# Samir Nassar
Pour les articles homonymes, voir Nassar.
Samir Nassar, né le 5 juillet 1950 à Nebay au Liban, est un prélat catholique de rite maronite. Depuis 2006, il est l’archevêque de rite maronite de Damas.

## Biographie
Samir Nassar a reçu le 17 août 1980, le sacrement de l'ordre et a été incardiné dans le clergé de l'archéparchie maronite de Damas.
Le 10 juin 2006, le Synode des évêques de l'Église maronite l'a élu archevêque de l'archevêché de Damas. Le pape Benoît XVI a approuvé cette élection le 14 octobre 2006. 
Le patriarche maronite d'Antioche et du Proche-Orient (de), le cardinal Nasrallah Boutros Sfeir, l'a consacré le 26 novembre de la même année ; les co-consécrateurs étaient l'archevêque de la paroisse de Beyrouth, Paul Youssef Matar (en) et l'évêque émérite de l'éparchie Nossa Senhora do Líbano à São Paulo, Joseph Mahfouz (en) (O.L.M.).
À l'occasion de Noël 2017, Samir Nassar a adressé aux Œuvres pontificales missionnaires d'Aachen (Allemagne) un appel urgent à la communauté occidentale pour aider les réfugiés syriens.